# Антраммский договор

Королевство Бретань в IX веке

Антраммский договор (фр. traité d’Entrammes) — мирный договор, заключённый весной 863 года в Антрамме королём Западно-Франкского государства Карлом II Лысым и королём Бретани Саломоном.

## Предыстория
Став королём после убийства в 857 год своего двоюродного брата Эриспоэ, Саломон разорвал вассальные отношения с правителем Западно-Франкского королевства Карлом II Лысым, которых его предшественник придерживался в последние годы правления.
Намереваясь увеличить свои владения, в 858 году Саломон поддержал восстание нейстрийской знати, недовольной образованием Ле-Манского герцогства и назначенем его правителем Людовика Заики, сына короля Карла II Лысого. Уже в сентябре в Орлеане вместе с представителями знати Нейстрии и Аквитании он встретился с королём Восточно-Франкского государства Людовиком II Немецким и признал того своим сюзереном. Как главные союзники Саломона в период 858—861 годов в исторических источниках упоминаются аквитанский король Пипин II, граф Анжу Роберт Сильный и граф Мэна Гозфрид.
В 862 году Саломон решил поддержать уже самого Людовика Заику, восставшего против отца, когда тот лишил его Ле-Манского герцогства. Главным противником Саломона и Людовика был Роберт Сильный, которому правитель франков поручил управление Нейстрийской маркой, находившейся на границе королевских владений и Бретани. В тот же год Саломон нанял викингов для нападения на владения Роберта Сильного, а Людовику предоставил войско, с которым тот разорил владения нейстрийского маркграфа в Анжу. Однако вскоре бретонцы потерпели от Роберта два поражения, и когда в 863 году Карл II Лысый организовал новый поход в Бретань, Саломон посчитал более выгодным заключить с правителем западных франков мир.

## Договор
По свидетельству «Бертинских анналов» и хроники Регино Прюмского, встреча Карла II Лысого и Саломона состоялась весной 863 года в Антраммском монастыре. Желая заручиться поддержкой правителя Бретани против мятежной знати, король Западно-Франкского государства заключили с Саломоном мирное соглашение. Вероятно, условия мира повторяли условия договора в Анже, заключённого Карлом Лысым с Эриспоэ в 851 году. Саломон и все прибывшие с ним знатные лица принесли вассальную присягу королю западных франков, а также выплатили традиционную дань в 50 серебряных фунтов, которую бретонцы давали правителям Франкского государства. В свою очередь, Карл Лысый передал Саломону земли между реками Майенн и Сарта, входившие в состав Нейстрийской марки. Франкский король также отдал бретонскому правителю Сен-Обинское аббатство в Анже.
На этой же встрече Карл II Лысый при посредничестве Саломона примирился с графами из рода Роргонидов — Гозфридом, Роргоном II и Эрве, ранее участвовавшими в мятеже и примкнувшими к правителю Бретани.

## Последствия
Несмотря на заключение Антраммского договора, мир между Карлом II Лысым и Саломоном продлился только несколько лет. Уже в 866 году бретонцы вместе с викингами участвовали в сражении при Бриссарте, в котором погиб маркграф Нейстрии Роберт Сильный. Новый франкско-бретонский договор о мире был заключён в 867 году в Компьене.